# Gabbie Carter
Gabbie Carter (Austin, 4 agosto 2000) è un'attrice pornografica statunitense.

## Biografia
Nata nell'agosto 2000 in Texas, ha iniziato a lavorare come hostess in alcuni ristoranti della sua città natale. Dopo aver risposto a un annuncio pubblicato da Matrix Models, si è trasferita in California, dove ha iniziato la sua carriera come attrice pornografica, debuttando nell'industria del cinema per adulti nell'aprile 2019 all'età di 18 anni. Ha registrato la sua prima scena il 2 aprile per il sito web FTV Girls.
Come attrice, ha lavorato con studi e case di produzione come Jules Jordan Video, Deeper, Blacked, Tushy, Reality Kings, Mile High, Digital Sin, Bang Bros, Mofos, Brazzers, Naughty America, New Sensations e Evil Angel.
Nel giugno 2019 insieme a Sofia Lux, è stata selezionata come "Heart-On Girls" per la cerimonia degli XRCO Awards.
Nel 2020 ha ricevuto le sue prime candidature nel circuito professionale del settore, ottenendo agli AVN Awards e all'XBIZ due nomination come migliore attrice esordiente.
Nel febbraio 2020, è stata scelta come Pet of the Month, comparendo sulla copertina della rivista Penthouse. Nel 2022 vince il premio AVN Award for Best Solo/Tease Performance.

## Riconoscimenti
- AVN Awards
  - 2021 – Mainstream Venture of the Year[7]
  - 2022 – AVN Award for Best Solo/Tease Performance per Angela Loves Threesome 3 con Angela White[8]

- XRCO Awards
  - 2020 – Teen Dream[9]
- NightMoves Awards
  - 2022 – Best Star Showcase per Ultimate Fuck Toy: Gabbie Carter[10]